# Prévessin-Moëns
Prévessin-Moëns est une commune française, située dans le département de l'Ain en région Auvergne-Rhône-Alpes. Elle appartient à l'Aire Urbaine de Genève - Annemasse. La commune est née le 1er janvier 1975 de la fusion des communes de Prévessin et de Moëns.
Ses habitants sont les Prévessinois et les Prévessinoises.

## Géographie

### Situation
La commune est située à 8 km de Genève, 65 km de Bourg-en-Bresse, 110 km de Lyon, et 400 km de Paris (distances orthodromiques). Depuis Prévessin-Moëns, les reliefs du Jura et des Alpes (massif du Mont-Blanc) sont les éléments visuels les plus présents dans le paysage.

### Lieux-dits et hameaux
Les deux anciennes communes de Prévessin et de Moëns ont gardé leur appellation en tant que lieux-dits.
La commune regroupe plusieurs hameaux : Brétigny, Vésegnin, Magny, les Aglands.

### Géologie et relief

#### Superficie
La superficie de la commune est de 12,09 km2, son altitude de 460m, variant de 419m à 486m.

#### Géologie
Au début de l'ère quaternaire, le glacier du Rhône a recouvert la région. Au moment de sa fonte, il a déposé des amas de rochers, recouvrant la molasse issue de l'ère tertiaire, prenant le nom de moraine.

### Hydrographie
Le bassin hydrographique est le Bassin du Rhône. Sur le territoire, coulent :
- au nord :  
  - le ruisseau, le Petit Journans qui est affluent du cours d'eau le Lion ;
  - Le Lion, affluent de l'Allondon.
- au sud : le Nant qui conflue à Ferney-Voltaire avec l'Ouye.

### Climat
Pour des articles plus généraux, voir Climat d'Auvergne-Rhône-Alpes et Climat de l'Ain.
En 2010, le climat de la commune est de type climat de montagne, selon une étude du CNRS s'appuyant sur une série de données couvrant la période 1971-2000. En 2020, Météo-France publie une typologie des climats de la France métropolitaine dans laquelle la commune est exposée à un climat de montagne ou de marges de montagne et est dans la région climatique Jura, caractérisée par une forte pluviométrie en toutes saisons (1 000 à 1 500 mm/an), des hivers rigoureux et un ensoleillement médiocre.
Pour la période 1971-2000, la température annuelle moyenne est de 9,9 °C, avec une amplitude thermique annuelle de 18,2 °C. Le cumul annuel moyen de précipitations est de 1 303 mm, avec 11,2 jours de précipitations en janvier et 8,5 jours en juillet. Pour la période 1991-2020, la température moyenne annuelle observée sur la station météorologique de Météo-France la plus proche, sur la commune de Cessy à 7 km à vol d'oiseau, est de 10,9 °C et le cumul annuel moyen de précipitations est de 1 063,2 mm,. Pour l'avenir, les paramètres climatiques de la commune estimés pour 2050 selon différents scénarios d'émission de gaz à effet de serre sont consultables sur un site dédié publié par Météo-France en novembre 2022.
| Mois                                  | jan.           | fév.           | mars          | avril         | mai           | juin          | jui.          | août          | sep.          | oct.          | nov.          | déc.           | année      |
| ------------------------------------- | -------------- | -------------- | ------------- | ------------- | ------------- | ------------- | ------------- | ------------- | ------------- | ------------- | ------------- | -------------- | ---------- |
| Température minimale moyenne (°C)     | −1,2           | −1,4           | 1,7           | 5,3           | 8,9           | 12,9          | 14,3          | 13,9          | 10,8          | 7,4           | 2,9           | −0,5           | 6,3        |
| Température moyenne (°C)              | 1,8            | 2,5            | 6,4           | 10,8          | 14,3          | 18,7          | 20,5          | 19,9          | 16,1          | 11,5          | 6,3           | 2,4            | 10,9       |
| Température maximale moyenne (°C)     | 4,9            | 6,3            | 11,2          | 16,2          | 19,6          | 24,6          | 26,7          | 25,9          | 21,5          | 15,7          | 9,6           | 5,4            | 15,6       |
| Record de froid (°C) date du record   | −13,9 30.01.05 | −16,3 01.02.03 | −11 01.03.05  | −6 08.04.03   | −0,4 06.05.19 | 2,6 01.06.06  | 6,7 25.07.11  | 6,3 26.08.18  | 1,6 25.09.02  | −3,4 26.10.03 | −10 27.11.05  | −14,7 20.12.09 | −16,3 2003 |
| Record de chaleur (°C) date du record | 15,9 01.01.23  | 19,5 23.02.20  | 22,4 16.03.12 | 26,5 22.04.18 | 32,8 24.05.09 | 35,5 25.06.03 | 37,6 07.07.15 | 38,5 24.08.23 | 31,2 11.09.23 | 27 09.10.23   | 21,4 02.11.20 | 16 18.12.19    | 38,5 2023  |
| Précipitations (mm)                   | 106            | 75,8           | 77,9          | 66,7          | 87            | 85,4          | 81,1          | 86,5          | 63            | 101,6         | 110,1         | 122,1          | 1 063,2    |

#### Année 2019
| Mois                     | jan. | fév. | mars | avril | mai  | juin | jui. | août | sep. | oct. | nov. | déc. | année |
| ------------------------ | ---- | ---- | ---- | ----- | ---- | ---- | ---- | ---- | ---- | ---- | ---- | ---- | ----- |
| Température moyenne (°C) | 1,8  | 3,9  | 8,2  | 10,3  | 12,4 | 19,9 | 22,6 | 20,6 | 17,2 | 13,2 | 6,3  | 4,9  | 11,8  |
| Ensoleillement (h)       | 80   | 169  | 193  | 192   | 224  | 286  | 304  | 248  | 202  | 111  | 52   | 53   | 2 114 |
| Précipitations (mm)      | 43   | 40   | 57   | 63    | 41   | 112  | 44   | 60   | 25   | 102  | 114  | 140  | 841   |

#### Historique
| Mois                     | jan. | fév. | mars | avril | mai   | juin  | jui.  | août  | sep.  | oct.  | nov. | déc. | année   |
| ------------------------ | ---- | ---- | ---- | ----- | ----- | ----- | ----- | ----- | ----- | ----- | ---- | ---- | ------- |
| Température moyenne (°C) | 2,4  | 2,5  | 6,9  | 11,2  | 14,1  | 18,9  | 21,1  | 20,2  | 16,2  | 11,6  | 6,6  | 3,1  | 11,2    |
| Ensoleillement (h)       | 58,7 | 91,2 | 167  | 196   | 205,7 | 246,1 | 279,8 | 252,1 | 200,4 | 130,1 | 65,2 | 52,4 | 1 944,7 |
| Précipitations (mm)      | 80,8 | 55   | 52,3 | 60,1  | 79,9  | 80,7  | 68,9  | 63,3  | 50,9  | 66,9  | 89,5 | 94   | 842,3   |

| Mois                     | jan. | fév.  | mars  | avril | mai   | juin  | jui.  | août  | sep.  | oct.  | nov. | déc. | année   |
| ------------------------ | ---- | ----- | ----- | ----- | ----- | ----- | ----- | ----- | ----- | ----- | ---- | ---- | ------- |
| Température moyenne (°C) | 1,9  | 3,2   | 6,7   | 10,6  | 15,2  | 19,3  | 20,4  | 19,7  | 15,7  | 11,7  | 6,1  | 2,7  | 9,6     |
| Ensoleillement (h)       | 75,3 | 110,6 | 163,5 | 197,4 | 217,9 | 275,7 | 264,5 | 239,6 | 198,4 | 131,9 | 80   | 48,4 | 2 003,2 |
| Précipitations (mm)      | 71,9 | 56,4  | 84,5  | 74,7  | 75,4  | 74,5  | 91,9  | 111,7 | 82,1  | 104,9 | 93,2 | 75,9 | 997,1   |

## Urbanisme

### Typologie
Au 1er janvier 2024, Prévessin-Moëns est catégorisée ceinture urbaine, selon la nouvelle grille communale de densité à 7 niveaux définie par l'Insee en 2022.
Elle appartient à l'unité urbaine de Genève (SUI)-Annemasse (partie française), une agglomération internationale dont elle est une commune de la banlieue,. Par ailleurs la commune fait partie de l'aire d'attraction de Genève - Annemasse (partie française), dont elle est une commune de la couronne,. Cette aire, qui regroupe 158 communes, est catégorisée dans les aires de 700 000 habitants ou plus (hors Paris),.

### Occupation des sols
L'occupation des sols de la commune, telle qu'elle ressort de la base de données européenne d’occupation biophysique des sols Corine Land Cover (CLC), est marquée par l'importance des territoires agricoles (57,7 % en 2018), en diminution par rapport à 1990 (62,5 %). La répartition détaillée en 2018 est la suivante : 
terres arables (27,7 %), zones urbanisées (23 %), zones agricoles hétérogènes (21,3 %), forêts (10,7 %), prairies (8,7 %), zones industrielles ou commerciales et réseaux de communication (5,7 %), espaces verts artificialisés, non agricoles (2,8 %).
L'évolution de l’occupation des sols de la commune et de ses infrastructures peut être observée sur les différentes représentations cartographiques du territoire : la carte de Cassini (XVIIIe siècle), la carte d'état-major (1820-1866) et les cartes ou photos aériennes de l'IGN pour la période actuelle (1950 à aujourd'hui).

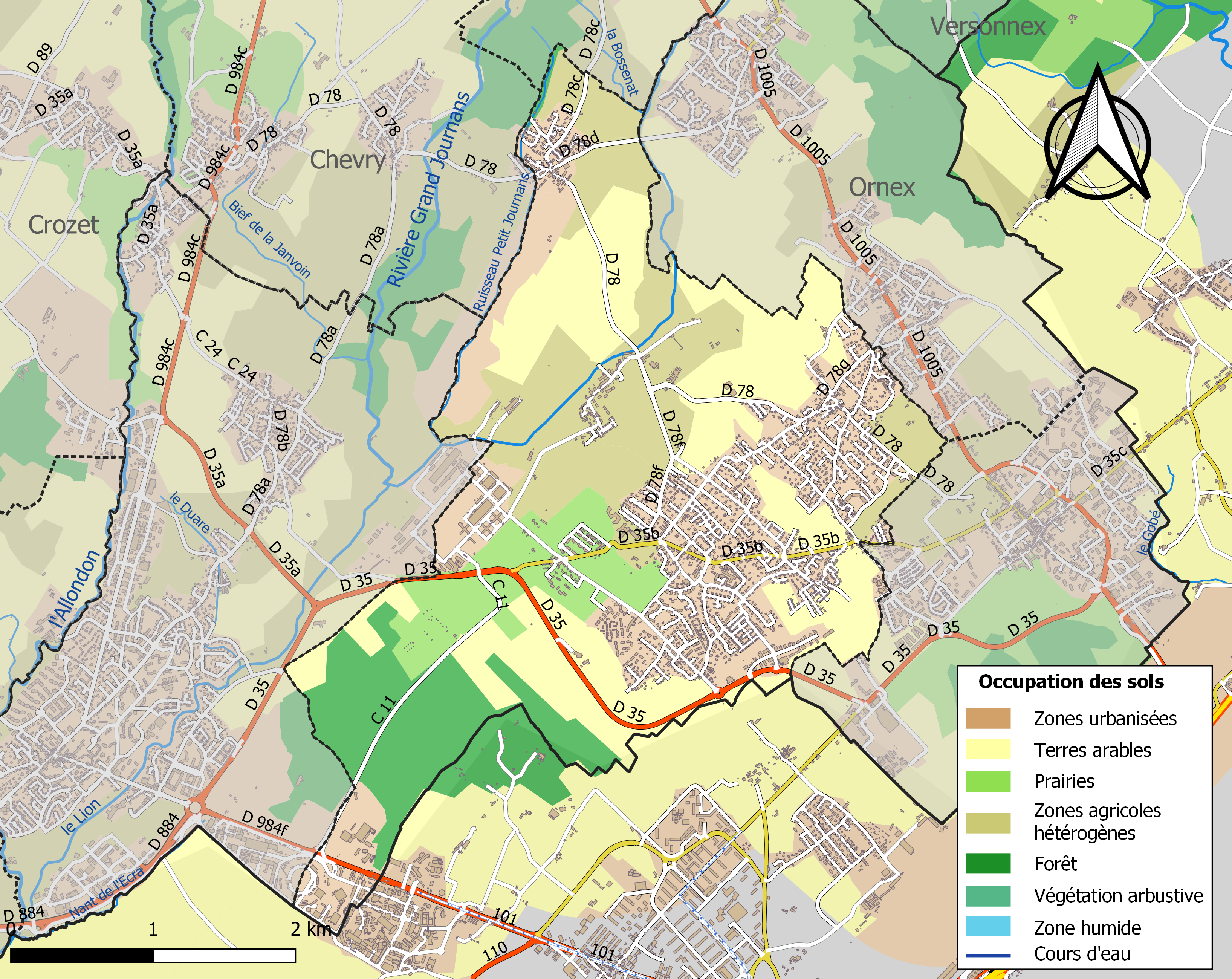
Carte des infrastructures et de l'occupation des sols de la commune en 2018 (CLC).

### Morphologie urbaine
La proximité de Genève est marquée et son aire urbaine se prolonge au-delà de la frontière. 
De nombreux programmes immobiliers récents ont façonné la ville, néanmoins, les traces d’un passé agricole sont encore visibles, tout comme les espaces naturels (parc, boisements).
Une conurbation s'est formée sur les communes de Ferney-Voltaire, Prévessin-Moëns et Ornex. Si chaque centre-ville peut être identifié, l’agrégation des différents centres et hameaux composant ces trois communes a créé une seule entité urbaine.
Enfin, la densification du logement s'opère autour du centre-village, à Prévessin, avec une majorité de constructions produites en collectif, tandis que Moëns et les hameaux sont constitués majoritairement d'habitats individuels.

### Logement
En 2017, le nombre total de logements dans la commune était de 4102, marquant une progression rapide. En 1999, la commune comptait 1893 logements, 2259 en 2007 (+19 %), et 3582 en 2012 (+58 %); cette augmentation soutenue tente à ralentir sur la dernière période observée (+20 %).
Parmi ces logements, 82,7 % sont des résidences principales, 9,9 % des résidences secondaires et 7,3 % des logements vacants.
Ces logements étaient pour 46,7 % des maisons individuelles et pour 53,1 % des appartements. Cette proportion s’est inversée depuis 2007, puisque les maisons représentaient 59,9 % contre 39,9 % d’appartements.
La proportion des résidences principales, propriétés de leurs occupants était de 55,2%, en baisse par rapport à 2007 (65,7 %).
Concernant le nombre de pièces, 3,4 % des logements ont 1 Pièce, 12,5 % 2P, 20,5 % 3P, 18,6 % 4P et 44,9 % 5P ou plus. Cette dernière catégorie est essentiellement représentée par le logement pavillonnaire puisque les maisons ont en moyenne 5,7 pièces contre 3,1 pour les appartements.

### Projets d'aménagement
Les projets d'aménagement de la commune s'inscrivent dans les orientations prises par la communauté d'agglomération du Pays de Gex, inscrites au Schéma de Cohérence Territoriale (SCoT) et Plan Local d'Urbanisme intercommunal (PLUi).

### Voies de communication et transports

#### Voies de communication
La commune est principalement desservie par la RD 35 qui la contourne, ainsi que par sa variante RD 35b qui la traverse. La RD 78 quant à elle relie les hameaux de Brétigny et Vésegnin à Moëns.
Un des plus importants passage entre la Suisse et le Pays de Gex (+ de 20 000 véhicules/jour) se situe sur la commune à la douane reliant Meyrin à Saint-Genis-Pouilly (RD984f).
Une voie douce (piétons et vélos) relie Prévessin-Moëns au hameau de Mategnin en Suisse. Cet accès était auparavant une route, et ce jusqu'en avril 2011, la présence d'un ancien poste de Douane en témoigne.

#### Transports
La commune est desservie par les lignes de bus 64 et 66 des Transports publics genevois (TPG), et par la ligne 33 des Cars Région Express.
L'Aéroport international de Genève est situé à 7 km, les gares de Genève-Cornavin à 10 km en Suisse et Bellegarde-sur-Valserine à 30 km permettent l'accès aux transports nationaux et internationaux.

### Risques naturels et technologiques
Tel que disponible en octobre 2020, la commune ne présente aucun Plan de Prévention des Risques: ni Naturel (PPRN), ni Technologique (PPRT). Le risque sismique est modéré de niveau 3 ; il existe une exposition au retrait-gonflement des sols argileux.

## Toponymie
Prévessin est attesté sous la forme Privissin en 1257. Le toponyme Prexessin apparaît dans le Procès-Verbal de démarcation de la frontière en 1825 (cf. section La frontière de Prévessin-Moëns avec la Suisse).
Moëns est attesté sous la forme Moyns en 1211, Villa de Moinx en 1236. Selon Ernest Nègre, ce toponyme semblerait dériver de l'anthroponyme germain Modonius.

## Histoire

### Époque contemporaine

#### XIXe siècle

##### La frontière de Prévessin-Moëns avec la Suisse
L'actuelle frontière entre Prévessin-Moëns et la Suisse est issue du traité entre la France et les Puissances Alliées, conclu à Paris le 20 novembre 1815, dit Traité de Paris de 1815, défini dans son Article 1er, alinéa 3. Ce traité pose les principes de cession d'une partie du Pays de Gex au canton de Genève, la commune voisine de Meyrin étant cédée au canton.
Les multiples bornes implantées aux limites de la commune attestent d'un abornement effectué en 1818, mais il faut néanmoins attendre le procès-verbal de démarcation de la frontière entre la France et le Canton de Genève du 20 juillet 1825 pour entériner le Traité de Paris. Ce document, descendant au niveau communal, spécifie notamment la frontière française aux limites des deux communes de Moëns et de Prexessin.

#### XXe siècle
Au printemps 1942, Klaus Barbie est nommé chef de la sécurité à Gex avec pour mission d'enlever Alexander Foote (un agent secret travaillant pour l'URSS à Genève). Barbie réussit donc à soudoyer le chef d'un poste de la garde-frontière suisse et s'introduit en Suisse par le poste de Prévessin-Moëns, douane proche de sa résidence privée, avant de constater qu'Alexander Foote avait disparu.

##### Faits divers
- Jean-Claude Romand, habitant dans la commune, a assassiné toute sa famille en janvier 1993. Il a depuis été condamné par la cour d'assises de Bourg-en-Bresse, à la réclusion criminelle à perpétuité. Plusieurs films se sont plus ou moins directement inspirés de cette affaire : L'Emploi du temps de Laurent Cantet, et surtout L'Adversaire, de Nicole Garcia, d'après le roman d'Emmanuel Carrère, avec Daniel Auteuil.
- C'est aussi la commune où Kafa Kachour Bashir, l'épouse de l'ex-chef de cabinet de Mouammar Kadhafi nommé Bachir Saleh (recherché par Interpol) possède une résidence secondaire. Le 25 avril 2012 elle a été condamnée à 2 ans de prison avec sursis ainsi qu'à une amende de 70 000 € pour esclavage domestique de quatre citoyens tanzaniens (deux sœurs et un couple) embauchés en Libye et privés de leur passeport[17],[18].

## Politique et administration

### Découpage territorial

#### Commune et intercommunalité
Née de la fusion des communes de Prévessin et de Moëns le 1er janvier 1975, Prévessin-Moëns a rejoint la communauté de communes du Pays de Gex (CCPG) lors de sa création en 1996 ; la CCPG s'étant transformée en communauté d'agglomération du Pays de Gex (CAPG) en 2019. La CAPG est membre du Pôle Métropolitain du Genevois Français.

#### Circonscriptions administratives
La commune fait partie de la région Auvergne-Rhône-Alpes, du département de l'Ain, et de l'arrondissement de Gex.

#### Circonscriptions électorales
Les électeurs de la commune votent au sein de la 3e circonscription législative de l'Ain.
Avant l'entrée en vigueur du redécoupage cantonal de 2014, l'élection du conseiller général se faisait pour le canton de Ferney-Voltaire, puis à partir de mars 2015, les conseillers départementaux représentant la commune sont des élus du canton de Saint-Genis-Pouilly.

### Élections municipales et communautaires
Commune ayant une population comprise entre 3500 et 9999 habitants, le nombre de conseillers municipaux à élire est de 29 et celui de conseillers communautaires de 4 ; c'est un scrutin de liste(s).

#### Résultats
Le résultat des élections les plus récentes : 

#### Chronologie des maires
Liste des maires qui se sont succédé depuis la naissance de la commune en 1975:
| Période                                  | Période   | Identité            | Étiquette | Qualité                                                                  |
| ---------------------------------------- | --------- | ------------------- | --------- | ------------------------------------------------------------------------ |
| 1953                                     | 1983      | Gaston Laverrière   | Gaulliste |                                                                          |
| 1983                                     | 1989      | Joseph Raphoz       | UDF       |                                                                          |
| 1989                                     | 1995      | Jean Vanier         |           |                                                                          |
| juin 1995                                | mars 2014 | Jean-Paul Laurenson | DVG       |                                                                          |
| mars 2014                                | En cours  | Aurélie Charillon   | LR        | Ingénieure - conseillère départementale du canton de Saint-Genis-Pouilly |
| Les données manquantes sont à compléter. |           |                     |           |                                                                          |

### Autres élections et référendum

#### Elections présidentielles
En 2017, les élections présidentielles voient Emmanuel Macron se hisser en tête des suffrages avec 80,11 % des voix ; il devance Marine Le Pen qui obtient 19,89 % des voix. Emmanuel Macron était aussi arrivé en première position au 1er tour, 32,53 %, devançant François Fillon 32,26 %, et Jean-Luc Mélenchon 13,9 %. Dans la commune, le taux de participation s'élève à 79,53 % au second tour, légèrement inférieur au 1er tour, 80,02 %.
Lors des élections présidentielles de 2012, Nicolas Sarkozy arrive en tête du scrutin au second tour avec 60.62 % des voix devant Francois Hollande, 39.38 % des voix. Au 1er tour, Nicolas Sarkozy avait réuni 38.99 % des voix devant François Hollande, 21.12 %, et François Bayrou, 14.24 %. Le taux d'abstention au 2nd tour est de 20.9 %, il était de 22.1 % lors du premier tour.

#### Référendum
Les deux référendum sur les traités portant sur la construction européenne sont révélateurs d'une population très largement europhile.
Ainsi, à la question "Approuvez-vous le projet de loi soumis au peuple français par le Président de la République autorisant la ratification du traité sur l'Union Européenne ?" du Traité de Maastricht, le 20 septembre 1992 les Prévessinois disent oui à 73,60 %, contre 51,04 % au niveau national.
Il en est de même pour le référendum sur la Constitution Européenne du 29 mai 2005, où le oui à la question "Approuvez-vous le projet de loi qui autorise la ratification du traité établissant une Constitution pour l'Europe ?" recueille 71,95 % des suffrages, contre un rejet à 54,67 % en France.

### Instances de démocratie participative
La ville est dotée d'un conseil municipal des jeunes.

## Équipements et services publics

### Eau et déchets
Le service de la distribution de l'eau et de l'assainissement, ainsi celui des déchets, est sous la gestion de la communauté d'agglomération du Pays de Gex.

### Espaces publics

#### Parc du Chateau
Poumon vert au centre de la commune, ce parc d'une surface de près de 19 ha est planté d'arbres remarquables, dont certains auraient plus de 400 ans. Le parc garde un caractère sauvage, mais est néanmoins équipé de jeux pour enfants, ses allées sont fréquentées par les promeneurs et coureurs. 

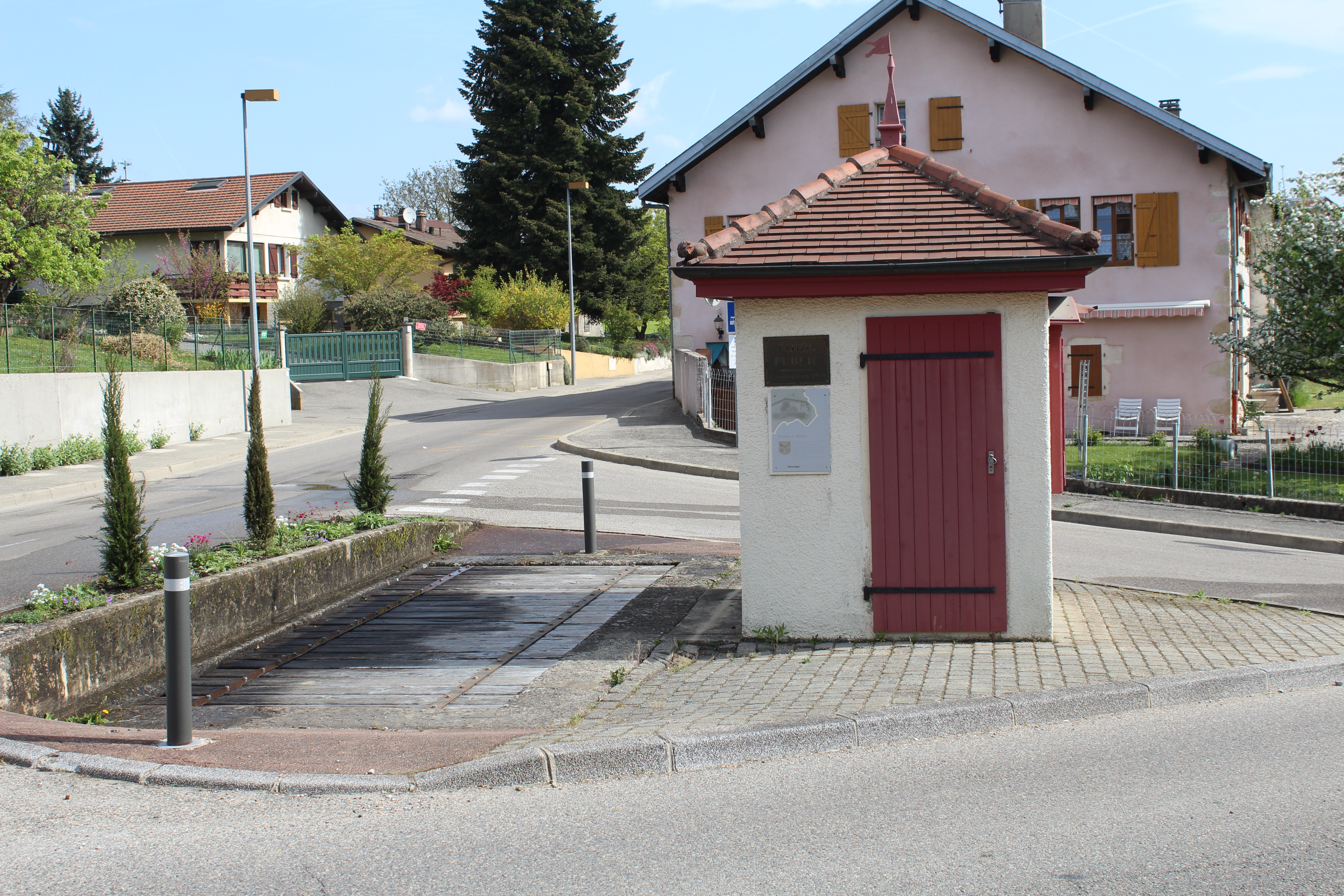
Poids public - Moëns.

#### Poids public
Au centre de Moëns se situe le poids public construit en 1935, et qui a fonctionné jusque dans les années 60.

#### Fontaines
Un grand nombre de fontaines peuplent les hameaux.

### Enseignement
Les établissements scolaires sont rattachés à l'Académie de Lyon.
La commune est dotée de trois écoles élémentaires : Les Grands-Chênes, La Bretonnière et ALICE. Le nom de l'école ALICE fait référence à l'une des expériences menées par le CERN : A Large Ion Collider Experiment.
L'école intercommunale Jean-de-la Fontaine est partagée avec la commune de Ferney-Voltaire, et est administrée par le SIVOM de l'Est-Gessien.
Pour l'enseignement secondaire, les élèves ont à disposition le collège Le Joran sur la commune, ainsi que le lycée international qui compte 2 sites, à Ferney-Voltaire et à Saint-Genis-Pouilly.

### Justice, sécurité et secours
Les juridictions dont dépend la commune sont situées à Bourg-en-Bresse (tribunaux de grande instance, de commerce, pour enfants), à Nantua (tribunal d'instance, conseil de prud'hommes), et à Lyon (tribunal administratif et cour d'appel).
En matière de sécurité publique, la commune dispose d'une police municipale, et dépend de la circonscription de brigade de gendarmerie située à Ornex.
Le Centre d'Intervention et de Secours de l'Est-Gessien est situé sur la commune et est l'un des 57 centres de sapeurs-pompiers du département.

## Population et société

### Démographie
L'évolution du nombre d'habitants est connue à travers les recensements de la population effectués dans la commune depuis 1793. Pour les communes de moins de 10 000 habitants, une enquête de recensement portant sur toute la population est réalisée tous les cinq ans, les populations de référence des années intermédiaires étant quant à elles estimées par interpolation ou extrapolation. Pour la commune, le premier recensement exhaustif entrant dans le cadre du nouveau dispositif a été réalisé en 2005.
En 2022, la commune comptait 9 081 habitants, en évolution de +13,64 % par rapport à 2016 (Ain : +5,15 %, France hors Mayotte : +2,11 %).
| 1793 | 1800 | 1806 | 1821 | 1831 | 1836 | 1841 | 1846 | 1851 |
| ---- | ---- | ---- | ---- | ---- | ---- | ---- | ---- | ---- |
| 223  | 274  | 247  | 239  | 312  | 339  | 353  | 389  | 318  |

| 1856 | 1861 | 1866 | 1872 | 1876 | 1881 | 1886 | 1891 | 1896 |
| ---- | ---- | ---- | ---- | ---- | ---- | ---- | ---- | ---- |
| 330  | 345  | 342  | 332  | 376  | 363  | 347  | 317  | 334  |

| 1901 | 1906 | 1911 | 1921 | 1926 | 1931 | 1936 | 1946 | 1954 |
| ---- | ---- | ---- | ---- | ---- | ---- | ---- | ---- | ---- |
| 340  | 352  | 361  | 341  | 364  | 343  | 337  | 323  | 329  |

| 1962 | 1968 | 1975  | 1982  | 1990  | 1999  | 2005  | 2006  | 2010  |
| ---- | ---- | ----- | ----- | ----- | ----- | ----- | ----- | ----- |
| 354  | 406  | 1 509 | 2 240 | 3 723 | 4 261 | 4 766 | 4 811 | 5 980 |

| 2015  | 2020  | 2022  | - | - | - | - | - | - |
| ----- | ----- | ----- | - | - | - | - | - | - |
| 7 860 | 8 948 | 9 081 | - | - | - | - | - | - |

### Sports et loisirs
Prévessin-Moëns possède un club sportif, l'AS Prévessin-Moëns fondé en 1975. Le sport le mieux représenté localement par cette association est le football. Possède deux terrains de foot, un synthétique et un normal à côté de la salle Gaston-Laverrière. Il y a deux salles omnisports présentes sur le territoire de cette commune, le gymnase Saint-Simon à côté du collège Le Joran, et la salle Gaston-Laverrière, proche de l'école des Grands-Chênes. À côté de cette salle, il y a aussi la possibilité de faire de nombreuses activités comme du tennis à court ouvert ou en salle, mais aussi un city-stade, des terrains de pétanque, un terrain de volley, un skate-park mais aussi un square pour enfants.

### Vie associative
De nombreuses associations sont présentes dans la ville, notamment des associations solidaires. Comme le P'tit Bazar, qui organise deux ventes par an dans la salle Gaston-Laverrière, et reverse une partie des bénéfices des ventes à des associations locales. Le principe de ces ventes est d'inciter les gens de la région à venir faire un vide-grenier en vendant des affaires non-utilisées à moindre coût afin que chacun puisse en profiter.

## Économie

### Revenus de la population et fiscalité
Le tableau ci-dessous reprend les statistiques des ménages fiscaux de la commune.
|                                              | 2012   | 2013   | 2014   | 2015   | 2016   | 2017   | Dépt (2017) | Région (2017) |
| -------------------------------------------- | ------ | ------ | ------ | ------ | ------ | ------ | ----------- | ------------- |
| Nombre de ménages fiscaux                    | 2 636  | 2 601  | 2 631  | 2 667  | 2 616  | 2 787  |             |               |
| Part des ménages fiscaux imposés             | 54%    | 53%    | 52%    | 51%    | 49%    | 49%    | 54,1%       | 52,7%         |
| Nombre de personnes dans les ménages fiscaux | 6 812  | 6 755  | 6 831  | 6 929  | 6 661  | 7 026  |             |               |
| Médiane du revenu disponible (EUR)           | 36 303 | 35 836 | 36 875 | 38 874 | 40 080 | 38 720 | 22 640      | 21 840        |
| Taux de pauvreté                             | 14%    | 15%    | 14%    | 13%    | 13%    | 14%    | 10,5%       | 12,5%         |

### Emploi

#### Population active, emploi et chômage
La commune de Prévessin-Moëns a une population active, c'est-à-dire en âge de travailler (15 à 64 ans), plus élevée que celle observée dans le département, la région, et en France. En parallèle, le taux de chômage observé y est inférieur.
|                        | 2007  | 2012   | 2017   | Dépt (2017) | Région (2017) | France (2017) |
| ---------------------- | ----- | ------ | ------ | ----------- | ------------- | ------------- |
| Ensemble               | 3 437 | 4 976  | 5 387  |             |               |               |
| Actifs                 | 73 %  | 75,9 % | 79,5 % | 77,9 %      | 75,2 %        | 74,0 %        |
| dont Chômeurs          | 5,3 % | 6,2 %  | 8,0 %  | 10,4 %      | 11,9 %        | 13,9 %        |
| Inactifs               | 27 %  | 24,1 % | 20,5 % |             |               |               |
| dont élèves, étudiants | 8,8 % | 9,4 %  | 9,7 %  |             |               |               |
| dont retraités         | 5,9 % | 4,8 %  | 3,1 %  |             |               |               |

#### L'emploi frontalier
L'attractivité économique de la Suisse et la proximité de la frontière font que les communes françaises frontalières hébergent de nombreux actifs travaillant de l'autre côté de la frontière. Ceci est d'autant plus vrai depuis les accords bilatéraux de juin 2002 portant notamment sur la libre circulation des personnes. Depuis cette date, la progression du nombre de travailleurs frontaliers est constante. Cela dit, il est impossible de connaître avec exactitude le nombre de travailleurs frontaliers, puisque la statistique publiée par les autorités suisses exclut les Suisses, les binationaux ainsi que les fonctionnaires internationaux.
Les travailleurs frontaliers établis sur la commune de Prévessin-Moëns sont majoritairement recensés sur le canton de Genève, et une plus faible partie dans le canton de Vaud.
|          | 1985 | 1990 | 1995 | 2000 | 2002 | 2005 | 2010 | 2015 | 2018 |
| -------- | ---- | ---- | ---- | ---- | ---- | ---- | ---- | ---- | ---- |
| Ensemble | 265  | 419  | 364  | 383  | 460  | 631  | 913  | 1395 | 1612 |

### Entreprises et commerces

#### CERN - Organisation Européenne pour la Recherche Nucléaire
Le CERN, Conseil Européen pour la Recherche Nucléaire, est créé en 1952, puis est remplacé par l'Organisation Européenne pour la Recherche Nucléaire en 1954 ; malgré tout, l'acronyme CERN restera. 

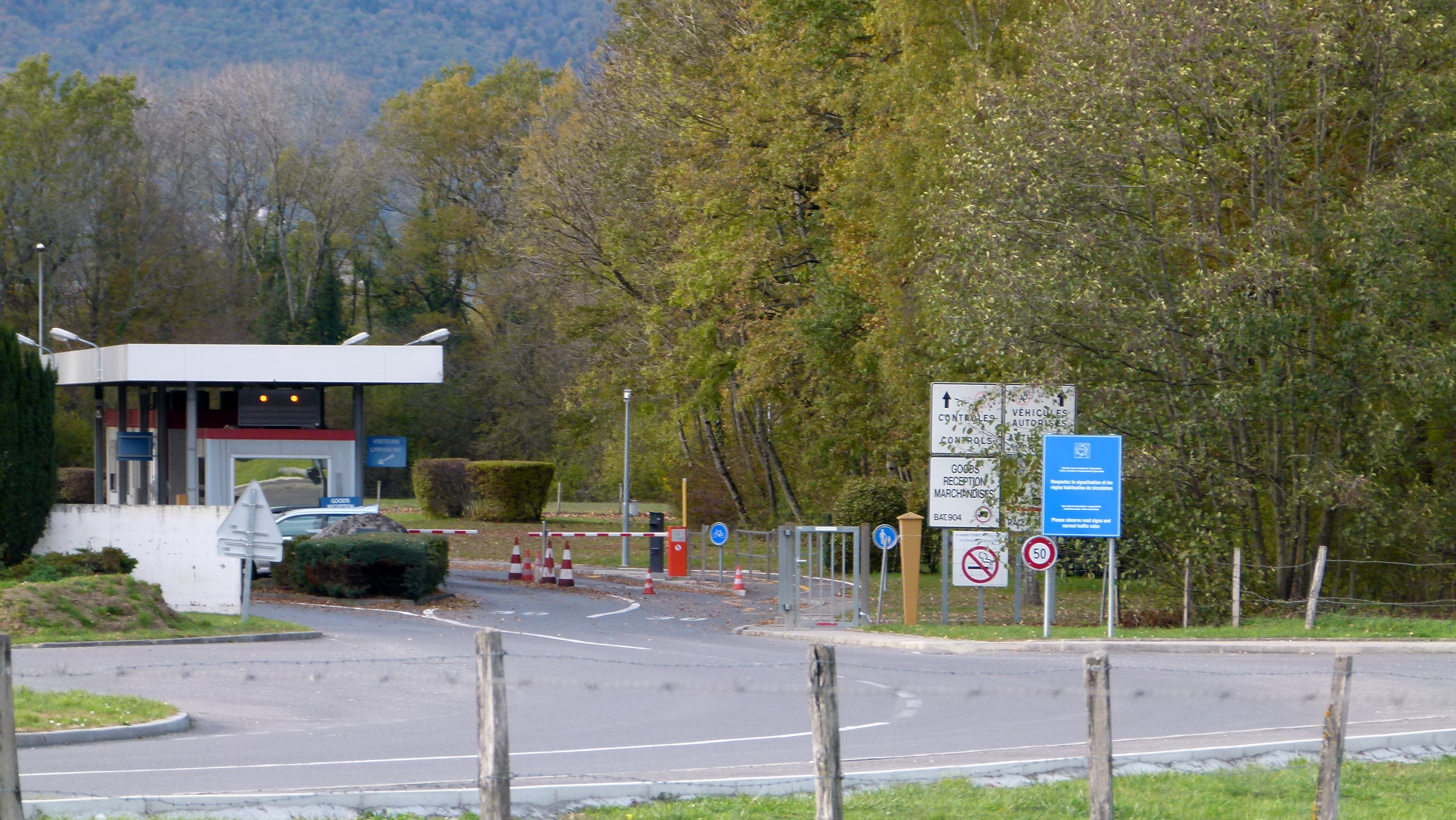
Entrée du Centre de Contrôles du CERN à Prévessin-Moëns

Initialement situés à Meyrin, les infrastructures et bâtiments de l'Organisation se retrouvent vite à l'étroit, et le 13 septembre 1965 une convention franco-suisse est signée, relative à l’extension du domaine du CERN en territoire français.
Ainsi, Prévessin-Moëns devient la première commune en surface de parcelles mises à disposition de l'Organisation: sur les 624 ha dont dispose l'Organisation, environ 301 sont sur la commune.
Sous la commune passe l'anneau du Super Proton Synchrotron et les bâtiments du Centre de Contrôles y sont hébergés.

## Culture et patrimoine

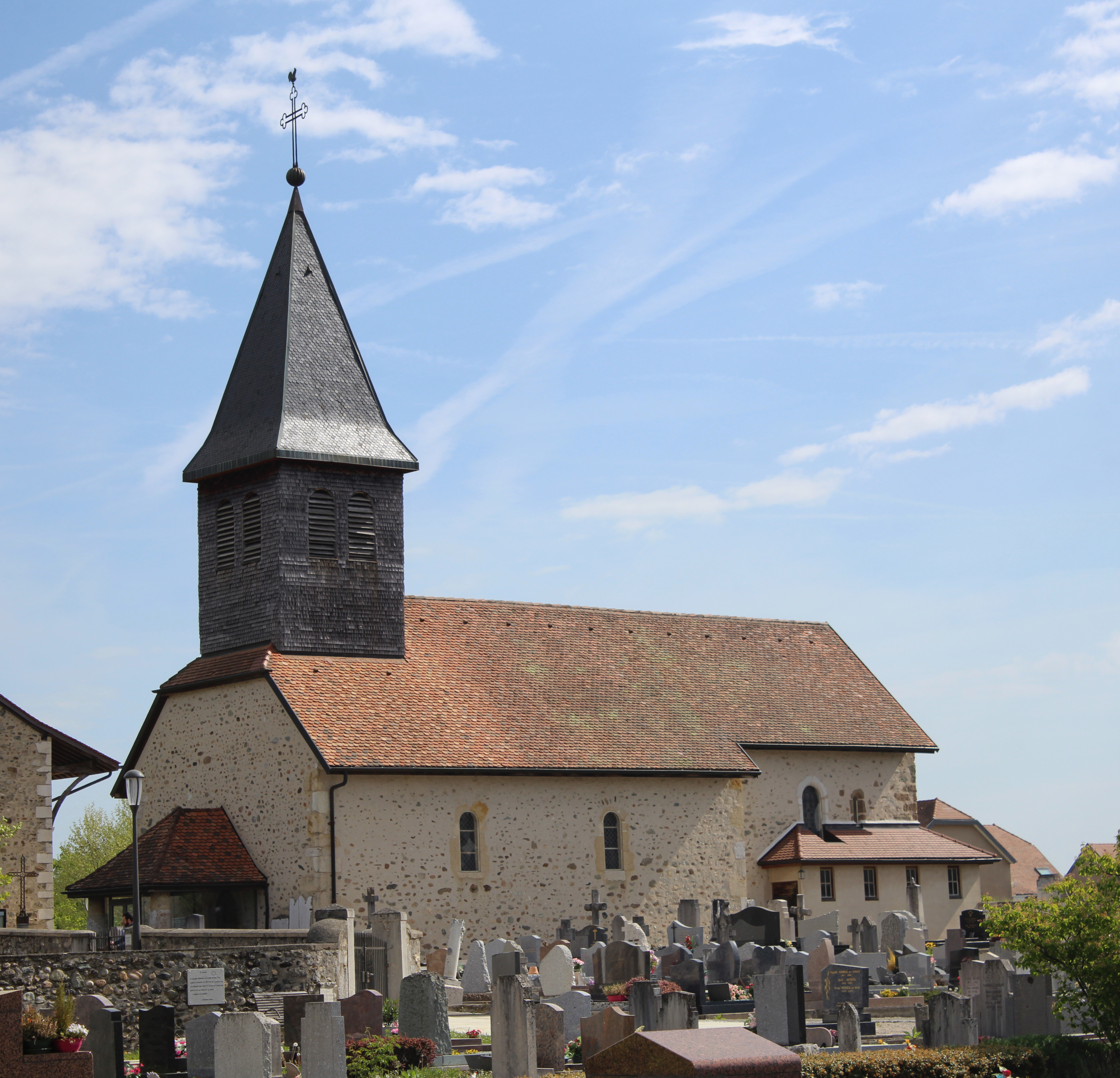
Église de l'Assomption.

### Lieux et monuments

#### Église de l'Assomption
L'église de l'Assomption fait l’objet d’une inscription au titre des monuments historiques depuis le 4 novembre 1982.
Cette église est un des témoins du riche passé historique du territoire. Lors de sa rénovation en 1973, les fouilles ont révélé des traces de différentes époques confirmant la succession de divers édifices. Les historiens qualifient l’église actuelle de cinquième église.
Le premier sanctuaire bâti à cet endroit date de l’époque mérovingienne. Au XIIe siècle, le prieuré de Payerne devient propriétaire de l’église, effectue d'importants travaux, et place l'église sous la protection de la Vierge Marie. Durant les siècles qui suivirent, ce sont les paroissiens qui veillaient à l'entretien, jusqu'à ce que l’apparition et l’extension du culte protestant en 1536 fit que l’église fut plus ou moins laissée à l’abandon. Au début du XVIIe siècle, l’église est rendue au culte catholique par François de Sales, évêque de Genève siégeant à Annecy, puis à partir du XVIIIe siècle, la mobilisation des paroissiens pour sa rénovation lui a donné son aspect actuel.

#### Bornes milliaires romaines
Deux bornes milliaires romaines sont dressées sous le porche de l'église de l'Assomption, où elles sont intégrées dans les piliers d'angles qui en soutiennent la toiture. 
Leurs inscriptions permettent de localiser leur emplacement primitif au niveau du village de Céligny, à trois milles romains (environ 4,5 km) de Nyon (alors capitale de la Colonie Équestre romaine) au bord de la voie romaine de Nyon à Genève. L'ensemble est classé monument Historique. 
Après la période romaine, ces milliaires romains ont été déplacés et remployés dans la construction de l'église primitive de Prévessin, comme supports des bas-côtés de la nef de l'église carolingienne. Lors de la reconstruction de l'église au XVIIIe siècle, ils ont été retrouvés et réutilisés d'une autre façon.
Le plus ancien, le pilier de gauche, est daté de 219 apr. J.-C. et attribué à l'empereur Héliogabale, dit aussi Bassien ou Antonin. Il mesure 1,35 m de haut et 54 cm de diamètre.
Le plus récent, le pilier de droite, est daté des années 235 à 238 apr. J.-C. et est attribué aux co-empereurs Maximin Ier le Thrace et son fils Maxime. Il mesure 1,37 m de haut et 51 cm de diamètre.

#### Autres monuments
- L'ancienne église de Moëns, qui est aujourd'hui une grange, datant approximativement de 1000 ans.
- Vestiges du prieuré de Prévessin.

### Personnalités liées à la commune
- Albert Fouilloux (1870-1953), homme politique français, est né et mort à Prévessin. Conseiller général du canton de Ferney-Voltaire depuis le 8 février 1898, il devint maire de Prévessin le 1er décembre 1907 et président du conseil général de l'Ain le 28 octobre 1931. La route entre Vésegnin et Brétigny porte son nom.
- Jean-Claude Romand (1954 -), criminel français

### Héraldique
| Blason de Prévessin-Moëns | Blason  | Parti : au premier d'azur à la Vierge à l'Enfant assise d'argent, le tout auréolé d'or, au second de gueules à la clef contournée d'or. |
| Blason de Prévessin-Moëns | Détails | |

Ancien logo intégrant le blason.
Logo depuis 2023 intégrant le blason de manière simplifiée.